# Ulica Bodzentyńska w Kielcach
Ulica Bodzentyńska w Kielcach – jedna z ulic Kielc, prawdopodobnie najstarsza w mieście. Biegnie od Rynku do Alei IX Wieków Kielc. 
Początkowo ulica nazywała się Bożęcka, co było nawiązaniem do miasta Bożęcin – obecnego Bodzentyna. Później występowała jako Bodzęcka, a od 1918 roku jako Bodzentyńska. Po zakończeniu II wojny światowej nosiła imię Armii Czerwonej, natomiast do nazwy Bodzentyńska wróciła we wrześniu 1989 roku.
W początkach XX wieku przy ulicy mieściło się żeńskie gimnazjum Emilii Znojkiewiczowej, które działało przez kilkanaście lat. Znajdowały się tu również piekarnie, jatki oraz zakłady rzemieślnicze. W jednym z domów swoją siedzibę miała redakcja "Ech Kieleckich". Przy ulicy mieści się także zabytkowy spichlerz z XVIII wieku oraz (u zbiegu z ulicą Tadeusza Kościuszki) klasycystyczny dworek (I połowa XIX wieku). 
W dawnych Kielcach stanowiła jedną z głównych wylotowych dróg, w trakcie okupacji hitlerowskiej przechodziła przez kieleckie getto. Jej rola spadła po zakończeniu II wojny światowej, gdy miasto wprowadziło nowy układ komunikacyjny. Obecnie łączy Rynek z Aleją IX Wieków Kielc. 
W 2002 ulica została wyremontowana, rok później zamontowano przy niej oświetlenie. Zachowała jednak swój dawny charakter (parterowe domy, kocie łby).
Przy ulicy znajduje się cerkiew prawosławna pw. św. Mikołaja (nr 46).